# Albi di Morgan Lost - Nuove Origini
Albi del fumetto Morgan Lost - Nuove Origini pubblicati nel 2023 e 2024.
| Nr | Titolo                         | Data pubblicazione | Soggetto            | Sceneggiatura       | Disegni                                           | Copertina           |
| -- | ------------------------------ | ------------------ | ------------------- | ------------------- | ------------------------------------------------- | ------------------- |
| 1  | La vita sognata dai demoni     | ottobre 2023       | Claudio Chiaverotti | Claudio Chiaverotti | Giovanni Talami                                   | Fabrizio De Tommaso |
| 2  | La luce sugli oceani           | novembre 2023      | Claudio Chiaverotti | Claudio Chiaverotti | Matteo Mosca                                      | Fabrizio De Tommaso |
| 3  | Vent'anni di buio              | dicembre 2023      | Claudio Chiaverotti | Claudio Chiaverotti | Giovanni Talami, Matteo Mosca, Luca Maresca       | Fabrizio De Tommaso |
| 4  | Gli istanti prima del Big Bang | febbraio 2024      | Claudio Chiaverotti | Claudio Chiaverotti | Riccardo Innocenti, Giovanni Talami               | Fabrizio De Tommaso |
| 5  | The Splatter Funny Show        | aprile 2024        | Claudio Chiaverotti | Claudio Chiaverotti | Matteo Mosca, Riccardo Innocenti, Giovanni Talami | Fabrizio De Tommaso |
| 6  | Infinity                       | giugno 2024        | Claudio Chiaverotti | Claudio Chiaverotti | Francesco Francini, Ivan Zini                     | Fabrizio De Tommaso |
| 7  | Le cose cattive                | agosto 2024        | Claudio Chiaverotti | Claudio Chiaverotti | Andrea Fattori                                    | Fabrizio De Tommaso |
| 8  | I cancelli del cielo           | ottobre 2024       | Claudio Chiaverotti | Claudio Chiaverotti | Giovanni Talami                                   | Fabrizio De Tommaso |
| 9  | Le fate d'inverno              | dicembre 2024      | Claudio Chiaverotti | Claudio Chiaverotti | Matteo Mosca e Giovanni Talami                    | Fabrizio De Tommaso |

## La vita sognata dai demoni
Morgan Lost si ritrova ad avere dei ricordi alterati del suo passato, dalla sua infanzia fino al suo matrimonio con Lisbeth. In questi ricordi infatti è sempre presente Wallendream, nonostante nella realtà Morgan lo abbia conosciuto solo successivamente. Nel frattempo il cacciatore di serial killer arresta l'uomo che gli aveva consegnato una scatola con la testa di Pandora, scoprendo che si tratta di una testa finta in lattice.

## La luce sugli oceani
Un serial killer mascherato con una maschera kabuki, uccide le persone coinvolte nella mancata realizzazione del film La luce sopra gli oceani, film realizzato anni prima, ma che non vide mai la luce e i cui protagonisti e regista sono in seguito deceduti. Il killer prima di uccidere le vittime, fa recitare loro alcune scene del suddetto film. Morgan Lost decide di indagare sulla vicenda, conoscendo nel frattempo una attricetta di cui si invaghisce. 

## Vent'anni di buio
Morgan Lost, dopo aver abbandonato Londra, vive solitario su un'isola sperduta, ma a causa del Direttore del Tempio della Burocrazia, sarà costretto a ritornare a New Heliopolis dopo venti anni di assenza, per dare nuovamente la caccia a Wallendream, la rockstart dei serial killer, evasa di prigione proprio grazie al Direttore. Nel suo ritorno, Morgan incontrerà, anche a causa del serial killer, tutti i suoi vecchi amici e colleghi, finendo infine catturato dalla Sezione 5, imprigionato e condannato a morte assieme a Wallendream.
- Albo speciale contenente 94 pagine invece delle consuete 64.
- L'albo è ambientato nel futuro alternativo in cui un invecchiato Morgan Lost vive a Londra, incontrando Dylan Dog.

## Gli istanti prima del Big Bang
Morgan Lost testimonia in un processo a favore di un presunto serial killer di bambini che viene quindi rilasciato. Dopo il suo rilascio vengono nuovamente ritrovati corpi di bambini uccisi, di conseguenza Morgan, sentendosi in colpa credendo di aver sbagliato valutazione, cerca di superare il trauma buttandosi alla ricerca del professor Collings, docente universitario di fisica che, a seguito della morte della moglie, inizia a giocare alla roulette russa con le sue vittime, diventando il nuovo serial killer di New Heliopolis al quale dare la caccia. Le due vicende sembrano comunque destinate a incrociarsi in uno strano scherzo del destino.

## The Splatter Funny Show
Morgan Lost cattura un serial killer diventato tale dopo aver utilizzato una sonda neurale che permette di connettersi ad uno show che viene trasmesso direttamente nel proprio cervello. A seguito di ciò, inizia anche lui a vedere nella propria testa frammenti dello show, pur non utilizzando la sonda, diventando per lui difficile distinguere la realtà dalla finzione. Nel frattempo, un alto funzionario del Tempio della Burocrazia, anche lui utilizzatore della sonda neurale ed innamorato della conduttrice dello show, rischia anch'esso di diventare l'ennesimo serial killer di New Heliopolis.

## Infinity
Infinity è una ragazza obesa che per via del suo aspetto decide di iniziare ad uccidere belle ragazze. Dopo essersi introdotta ad una festa di ex Miss America, incontra Kelly, la più famosa di queste, che in passato è stata sua compagna di scuola. Infinity scopre così che anche Kelly è diventata una serial killer, per cui le due si danno alla fuga assieme, inseguite da Morgan Lost. Si scopre poi che il piano di Infinity è di portare Kelly da una bruja per effettuare uno scambio di corpi.

## Le cose cattive
A New Heliopolis compare un nuovo serial killer, ribattezzato Mister Evil, che ha la particolarità di uccidere le proprio vittime con modi sempre diversi. Morgan Lost inizia le sue indagini, scoprendo che una delle vittime è una sua vecchia conoscenza. Ai tempi della scuola infatti era un ragazzino che si divertiva, assieme ad altri, a bullizzare Morgan a causa della sua condizione di orfano. Il cacciatore di serial killer si mette quindi in contatto con la moglie dell'uomo, una donna che ai tempi faceva parte del gruppo di bulli.

## I cancelli del cielo
Durante uno sciopero sindacale davanti ad una fabbrica, viene fatta esplodere una bomba arrivata dal cielo sotto forma di pallone aerostatico, causando una strage. Successivamente viene effettuato un altro attentato durante un'altra manifestazione davanti ad un'altra fabbrica. Nel frattempo un uomo con una maschera da rinoceronte sequestra tre industriali, torturandoli fino alla morte e inviando le registrazioni di quanto fatto ai media. Morgan Lost, cercando di capire il collegamento tra gli eventi, si mette sulle tracce del serial killer.

## Le fate d'inverno
Morgan Lost rimane ferito a morte dopo uno scontro con un serial killer su cui stava indagando. Viene fortunatamente soccorso da Gretchen, una ragazza fan dei film della serie del Dottor Splatter, che eseguendo una pratica vista in uno di questi film, gli salva la vita prima dell'arrivo dei soccorsi. Morgan, non ricordando chi l'abbia salvato, vorrebbe rintracciare la persona per ringraziarla, scoprendo che Gretchen soffre di un ritardo cognitivo ed è convinta di vedere delle fate. 